# Medien in Österreich
Diese Seite stellt eine Übersicht über Medien in Österreich dar.

## Fernsehen

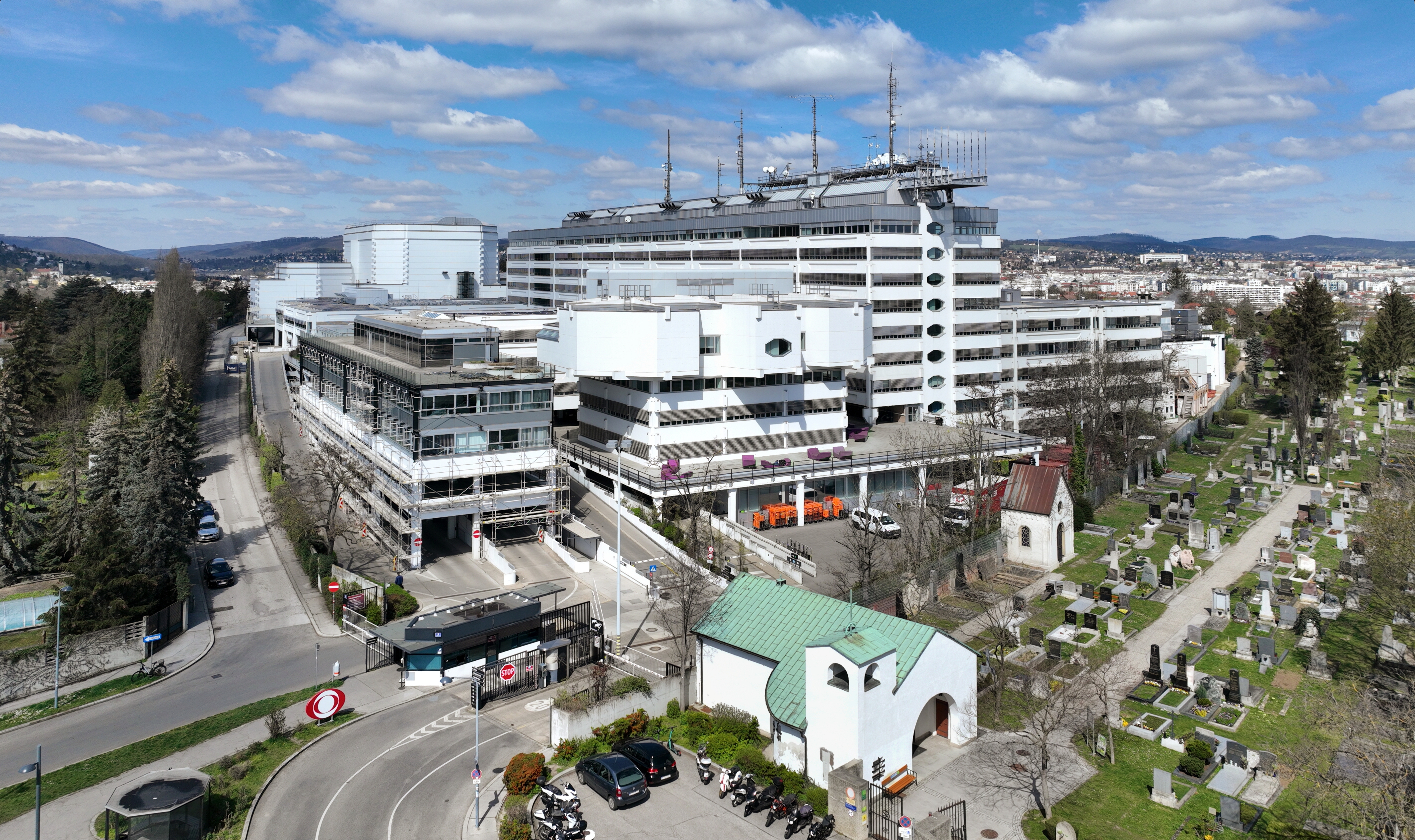
ORF-Zentrum Küniglberg in Wien

Siehe auch: Geschichte des Fernsehens in Österreich
Die öffentlich-rechtliche Fernsehanstalt Österreichs ist der ORF mit den Kanälen ORF eins, ORF 2, ORF III und ORF SPORT +. Neben der Senderzentrale in Wien gibt es in allen Bundesländern Landesstudios. Dort werden regelmäßig regionale Nachrichtensendung produziert und in ORF 2 gesendet, sowie Sondersendungen bei Ereignissen wie etwa Landtagswahlen. Der ORF ist gemeinsam mit ARD, ZDF und SF am Kulturkanal 3sat beteiligt und ist Partner des Senders Arte.
Seit Dezember 1995 gibt es in Österreich Privatfernsehen. Als erster privater lokaler Fernsehsender ging WKK Lokal TV in der Weststeiermark auf Sendung.
Die wichtigsten Privatsender sind ATV, ServusTV sowie PULS 4, der als Wiener Ballungsraumsender Puls TV startete. Vervielfältigt wird das Angebot noch von zahlreichen deutschen Fernsehprogrammen. ProSiebenSat.1 Media produziert mit ProSieben Austria, Sat.1 Österreich und kabel eins Austria eigene Österreich-Versionen seiner Sender, bei denen bestimmte Inhalte mit selbstproduzierten Sendungen überblendet werden, sodass das deutsche Originalprogramm nicht in österreichischen Kabelnetzen empfangen werden kann. Um diese Versionen, wie auch jene der Schweiz, empfangen zu können, wird eine Satellitenempfangsanlage mit Ausrichtung auf Astra 19,2° Ost benötigt.
Mit Okto ging im November 2005 in Österreich erstmals ein partizipativer TV-Sender on air. Okto versteht sein Programm als Ergänzung zum öffentlich-rechtlichen und privat-kommerziellen Fernsehen. 2010 folgten dorf und 2012 FS1 nach einem ähnlichen Konzept.
Daneben gibt es noch mehrere lokale und kleinere Fernsehsender (z. B. LT1, Steiermark1, KT1, …), die teilweise terrestrisch und zum Teil nur über Kabel oder Satellit empfangbar sind – beispielsweise der Wiener Stadtsender W24. Terrestrisch ausgestrahltes Privatfernsehen gibt es erst seit 2003, aber auch über andere Verbreitungswege im Vergleich zu anderen Ländern erst sehr spät. In Kärnten war bis 1988 Tele Uno empfangbar, welches sich an österreichische Zuseher wendete, jedoch aus Italien ausgestrahlt wurde.
Zusätzlich gibt es den Bezahlsender Sky Sport Austria, welcher vor allem durch seine Live-Übertragungen der Fußball-Bundesliga und der Eishockeyliga bekannt ist.
Für eine Übersicht über weitere Lokalsender, siehe Liste von Fernsehsendern.

## Radio
Der ORF betreibt drei überregionale Radiosender:
- den werbefreien Kultur- und Informationskanal Österreich 1 (mit überwiegend "klassischer Musik");
- das am Chart-Mainstream orientierte Ö3;
- alternativ dazu, mit höherem Wortanteil und Musik abseits der Charts, FM4.

Daneben existieren öffentlich-rechtliche Regionalradiosender („Ö2“) in allen Bundesländern.
Überregional und regional existieren eine Reihe privater Radiosender, die sich im Verband Österreichischer Privatsender (VÖP) zusammengeschlossen haben. Die reichweitenstärksten Privatradios sind KroneHit (Sendegebiet: Österreich), Radio Arabella (Wien, Niederösterreich, Oberösterreich, Salzburg, Vorarlberg), Life Radio (Oberösterreich, Tirol) und Antenne Steiermark. Die meisten Privatsender sind als Formatradios konzipiert, die sich, ähnlich wie Ö3, mehrheitlich an der Zielgruppe der 12–49-Jährigen („Adult Contemporary“) orientieren.
Als dritte Säule existieren außerdem 15 nichtkommerzielle sogenannte freie Radiosender, die sich im Verband Freier Radios Österreich (VFRÖ) zusammengeschlossen haben.
Bemerkenswert ist, dass es im Österreich nach dem Ende der Besatzungszeit im Jahr 1955 lange Zeit ein Monopol des ORF gab. Erst ab 1998 und vereinzelt auch schon ab 1995 gab es dann offizielles Privatradio, weshalb kommerzielle Sender früher aus dem Ausland und nichtkommerzielle Sender illegal sendeten. Einer dieser „illegalen“ Sender war Radio CD International, das am 31. März 1990 von Bratislava aus hauptsächlich für den Wiener Raum sendete – wobei sich das Produktionsstudio im Einkaufszentrum Lugner City in Wien befand.
Österreichweit ist Ö3 nach wie vor mit Abstand Marktführer. Im zweiten Halbjahr 2008 erreichte Ö3 im Tagesdurchschnitt 38,3 % aller Hörer ab einem Alter von 10 Jahren. Zwar war dieser Wert in früheren Jahren noch etwas höher, die Reichweite von Ö3 hält sich jedoch auf einem hohen Niveau. In der „Werbezielgruppe“ (14 bis 49 Jahre) erreichte Ö3 einen Marktanteil von 44 %. An zweiter Stelle liegt österreichweit gesehen Kronehit mit 6 %. Die beiden anderen öffentlich-rechtlichen Sender erreichen österreichweit Marktanteile von 4 % (FM4) und 3 % (Ö1).
Auf Bundeslandebene liegen die ORF-Regionalradios (Ö2) mit Marktanteilen zwischen 17 % (Oberösterreich) und 34 % (Burgenland) hinter Ö3 an der zweiten Stelle. Die höchsten Marktanteile in ihren Verbreitungsgebieten weisen bei den Privatsendern Antenne Vorarlberg (16 %), Antenne Steiermark, Life Radio, Antenne Kärnten (je 15 %) und Antenne Salzburg (13 %) auf.
Siehe auch Liste der österreichischen Hörfunksender

## Printmedien
| Größte österreichische Tageszeitungen nach durchschnittlicher Tagesreichweite (ohne Gratiszeitungen) Angaben laut Österreichischer Media-Analyse |                                                                     | |                                |               |         |               |      |               |      |               |      |               |      |
| # | Titel (Verlag)                                                      | Eigentümer | Erscheinungs- ort              | 2013/14       | 2013/14 | 2007          | 2007 | 2006          | 2006 | 2005          | 2005 | 2004          | 2004 |
| # | Titel (Verlag)                                                      | Eigentümer | Erscheinungs- ort              | total (in T.) | in %    | total (in T.) | in % | total (in T.) | in % | total (in T.) | in % | total (in T.) | in % |
| 1 | Kronen Zeitung (Mediaprint)                                         | KRONE – Verlag GmbH & Co. KG (50 % Funke Mediengruppe, 50 % Familie Dichand)                                                     | österreichweit                 | 2.320         | 32,0    | 2.947         | 42,2 | 3.031         | 43,8 | 3.074         | 44,9 | 2.967         | 43,7 |
| 2 | Kleine Zeitung (Styria Medien)                                      | Kleine Zeitung GmbH. & Co. KG (100 % Styria Media Group AG)                                                                      | Kärnten, Osttirol Steiermark   | 839           | 11,6    | 821           | 11,8 | 847           | 12,2 | 838           | 12,2 | 831           | 12,2 |
| 3 | Österreich (Mediengruppe "Österreich")                              | Mediengruppe Österreich GmbH. (rund 62 % Wolfgang Fellner Privatstiftung, Rest: Fritz Fellner Privatstiftung und Christoph Leon) | österreichweit                 | 706           | 9,8     | /             | /    | /             | /    | /             | /    | /             | /    |
| 4 | Kurier (Mediaprint)                                                 | Kurier-Zeitungsverlag und Druckerei GmbH. (50,49 % Raiffeisen-Konzern, 49,41 % Funke Mediengruppe, 0,10 % Kleinaktionäre)        | österreichweit                 | 569           | 7,9     | 624           | 8,9  | 668           | 9,7  | 771           | 11,3 | 700           | 10,3 |
| 5 | Der Standard (Standard Verlagsgesellschaft)                         | Standard Verlagsgesellschaft mbH. (98,2 % Bronner Familien-Privatstiftung und Oscar Bronner; 1,8 % Mitarbeiter)                  | österreichweit                 | 411           | 5,7     | 352           | 5,0  | 341           | 4,9  | 404           | 5,9  | 366           | 5,4  |
| 6 | Ober- österreichische Nachrichten (Wimmer Medien)                   | J. Wimmer GmbH. & Co. K G (94,1 % Cuturi Privatstiftung, je rund 1 % Herausgeber Rudolf A. Cuturi und seine fünf Söhne)          | Oberösterreich                 | 383           | 5,3     | 349           | 5,0  | 385           | 4,6  | 345           | 5,0  | 371           | 5,5  |
| 7 | Die Presse (Styria Medien)                                          | Die Presse Verlagsgesellschaft mbH. & Co.KG (100 % Styria Media Group AG)                                                        | österreichweit                 | 297           | 4,1     | 267           | 3,8  | 300           | 4,3  | 325           | 4,8  | 299           | 4,4  |
| 8 | Tiroler Tageszeitung (Moser Holding)                                | Moser Holding AG (Eigentümer: 75,01 % JS Moser Medienholding GmbH. und 24,99 % Bank für Tirol und Vorarlberg)                    | Tirol                          | 280           | 3,9     | 304           | 4,4  | 323           | 4,7  | 326           | 4,8  | 343           | 5,0  |
| 9 | Salzburger Nachrichten (Salzburger Nachrichten Verlagsgesellschaft) | Verlagsgesellschaft m.b.H. & Co. KG (55,4 % Max Dasch, 43,6 % Trude Kaindl-Hönig)                                                | Salzburg, teils österreichweit | 271           | 3,7     | 250           | 3,6  | 265           | 3,8  | 294           | 4,3  | 268           | 3,9  |
| 10 | Vorarlberger Nachrichten (Vorarlberger Zeitungsverlag u. Druckerei) | Russmedia Verlag GmbH (99 % EAR Privatstiftung Familie Russ, 1 % Eugen A. Russ)                                                  | Vorarlberg                     | 170           | 2,3     | 194           | 2,8  | 207           | 3,0  | 205           | 3,0  | 207           | 3,0  |
| 11 | Wirtschaftsblatt (Wirtschaftsblatt Verlag) Eingestellt 2016         | WirtschaftsBlatt Verlag AG (100 % Styria Media Group AG)                                                                         | österreichweit                 | 66            | 0,9     | 90            | 1,3  | 105           | 1,5  | 103           | 1,5  | 65            | 1,0  |

Die folgende Übersicht gibt die größten österreichischen Tageszeitungen nach verkaufter Auflage (werktags) gemäß Österreichischer Auflagenkontrolle (ÖAK) Auflagenliste 2. Halbjahr 2019 wieder.
| #  | Zeitungstitel                   | Verkaufte Auflage1 | Druckauflage |
| -- | ------------------------------- | ------------------ | ------------ |
| 1  | Kronen Zeitung                  | 672.779            | 750.850      |
| 2  | Kleine Zeitung                  | 278.375            | 274.488      |
| 3  | Kurier                          | 115.654            | 135.577      |
| 4  | Oberösterreichische Nachrichten | 101.067            | 122.267      |
| 5  | Tiroler Tageszeitung            | 76.106             | 87.234       |
| 6  | Die Presse                      | 68.206             | 65.632       |
| 7  | Der Standard                    | 56.041             | 68.271       |
| 8  | Salzburger Nachrichten          | 70.207             | 72.567       |
| 9  | Vorarlberger Nachrichten        | 56.401             | 53.870       |
| 10 | Österreich                      | 26.078             | 47.728       |

Der österreichische Printmedienmarkt ist durch die höchste Konzentration in Europa gekennzeichnet. Die auflagenstärkste Tageszeitung, die Kronen Zeitung, kommt auf eine Reichweite von täglich rund 32 %. Dadurch ergibt sich eine ungewöhnlich hohe Leserkonzentration auf ein einziges Medium – 2,4 von 6 Millionen Erwachsenen in Österreich lesen zumindest hin und wieder das Boulevardblatt Kronen Zeitung – sowie folglich eine relativ geringe Vielfalt an Tagespresse-Produkten. Die zweitstärkste Zeitung, die Kleine Zeitung, erscheint zwar nur in Kärnten, der Steiermark und Osttirol, kommt aber dennoch auf etwa 12 % Reichweite. Die nächstgrößten, österreichweit erscheinenden Tageszeitungen sind die am 1. September 2006 gestartete Tageszeitung Österreich mit rund 10 %, der Kurier mit rund 8 % Reichweite, der liberale Der Standard (5,7 %) und die bürgerliche Die Presse (4,1 %).

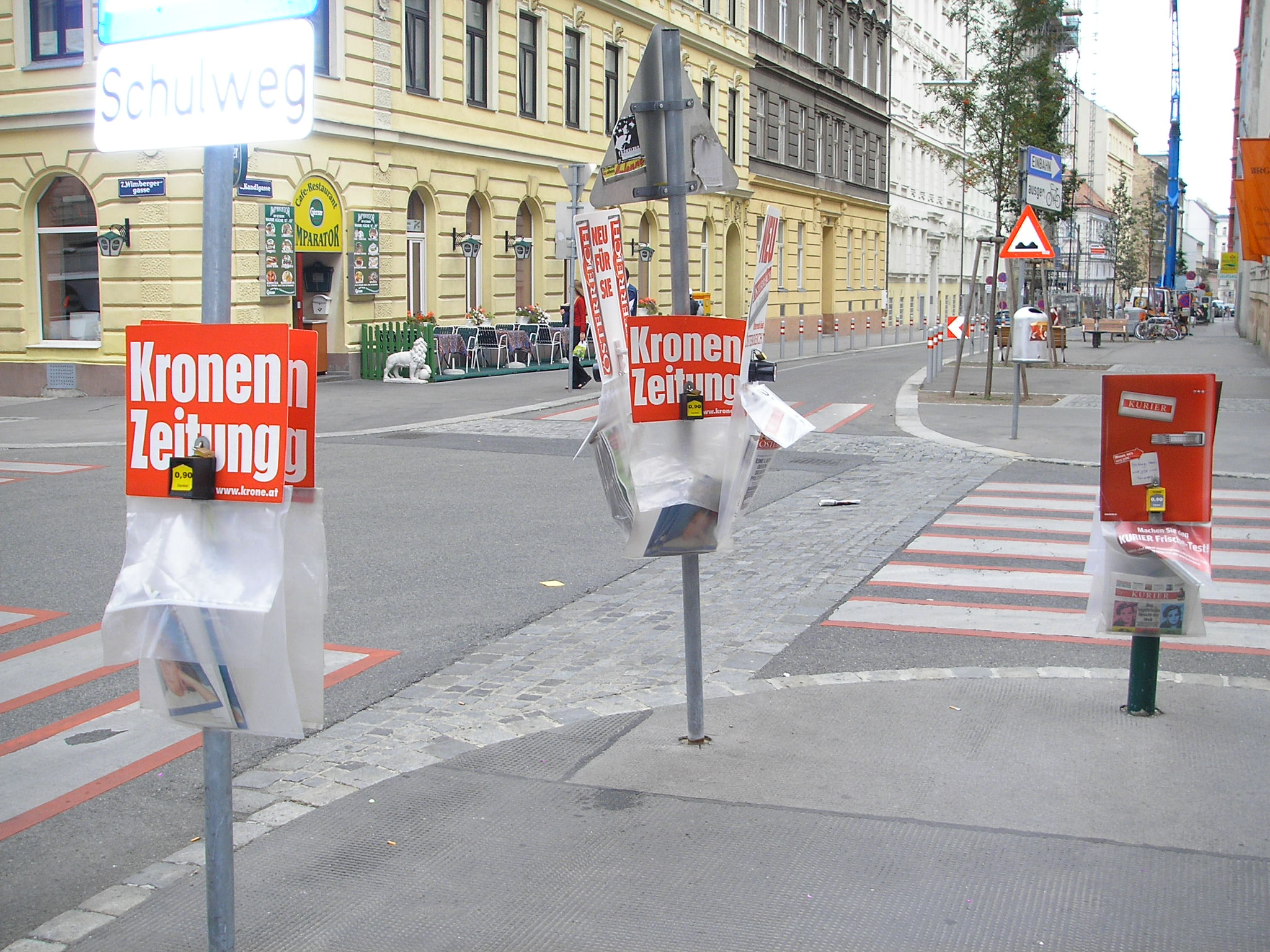
„Sonntagsstandln“, Entnahmebeutel für Sonntagszeitungen auf Straßen und Gehsteigen

Ebenfalls eine Neuerung der letzten Jahre, die im Jahr 2006 ihren bisherigen Höhepunkt erreicht hat, sind die zumeist regional oder städtisch erscheinenden Gratiszeitungen. Diese werden zumeist von den großen regionalen Verlagen, im Sonderfall der Gratiszeitung Heute von der landesweit erscheinenden Krone, produziert und hauptsächlich in städtischen Ballungsräumen verteilt sowie zur freien Entnahme angeboten. Die stärksten Bundesländer-Zeitungen sind die Oberösterreichischen Nachrichten (5,3 %), die Tiroler Tageszeitung (3,9 %) und die Salzburger Nachrichten (3,7 %). Deren Reichweite ist jedoch hauptsächlich auf das jeweilige Bundesland beschränkt zu sehen, wo sie auch auf einen entsprechend höheren Marktanteil verweisen können als im österreichweiten Vergleich.
Im Mai 2023 gibt es 14 Tageszeitungen und zahlreiche wöchentlich bis monatlich erscheinende Printmedien.
Eine weitere Konzentration am Printmediensektor, neben der Dominanz der Kronen Zeitung im Tageszeitungsbereich, ergibt sich in Hinblick auf die Wochen- und Monatsmagazine. So erscheinen die meisten der auflagenstärksten Wochen- und Monatsmagazine, News, Profil, e-media, Format und Trend, im selben Verlag, der Verlagsgruppe NEWS. Diese wiederum gehört heute einheitlich der deutschen Bertelsmann-Tochter Gruner + Jahr. Der Familie des NEWS-Gründers Wolfgang Fellner, der mit "Österreich" im Jahr 2006 selbst auch in den Tageszeitungs-Markt eingestiegen ist, sind aktuell noch etwa 18 % der Anteile zuzurechnen. Der Kurier hält seit 2001 einen Anteil von 25,3 %. Kurier und Kronen Zeitung werden seit Ende der 1980er Jahre von der gemeinsamen Tochter Mediaprint verlegt.
Mit dem Styria Verlag, dem Die Presse, die Kleine Zeitung sowie das Wirtschaftsblatt gehört, wird eine weitere Angebotskonzentration erkennbar. Die restlichen, landesweit erscheinenden Tageszeitungen, sind wiederum nicht vollständig unabhängig, da andere Unternehmen große Anteile an ihnen halten. So hält die deutsche Funke Mediengruppe 50 % an der Kronen Zeitung und am Kurier, dessen anderer Besitzer die Raiffeisen Bank ist.
Auch im Vertrieb gibt es eine starke Konzentration. Bis 2018 teilten sich im Wesentlichen nur zwei Unternehmen den Vertrieb österreichischer und internationaler Print-Titel in Österreich auf: Morawa und Pressegroßvertrieb Salzburg (PGV). Mit Jahresende 2018 stellt Morawa jedoch den Vertrieb ein, wodurch PGV eine Monopolstellung zukommen könnte.
Der Österreichische Presserat, eine freiwillige Instanz der österreichischen Medien zur Selbstkontrolle, ist seit 2010, nach achtjähriger Pause, wieder aktiv. Der Presserat ist eine Beschwerde- und Ombudsstelle und verfügt über zwei Senate, die darüber entscheiden, ob ein Medienbericht den ethischen Standards des Ehrenkodex für die österreichische Presse entspricht.
Ein großer Teil der täglichen Berichterstattung in den Zeitungen deckt sich nicht nur inhaltlich, sondern hat auch dieselbe Quelle. Aufgrund großer Einsparungsmaßnahmen in den letzten Jahren durch die seit längerem zurückgehende Leserschaft werden zahlreiche Artikel von der Austria Presse Agentur (APA) gegen Entgelt übernommen bzw. umgeschrieben.

## Onlinemedien
Die meistbesuchten Onlinemedien Österreichs waren gemäß Österreichischer Webanalyse (ÖWA) im Jänner 2015 die Online-Angebote von Unternehmen aus Rundfunk und Presse.
Führend nach Visits, sind dabei der Österreichische Rundfunk und Der Standard, gefolgt von Printmedien wie Kronen Zeitung, dem Dachangebot von Österreich und Die Presse.
| #  | Angebotsname     | Visits     | Seiten- abrufe | Unique Clients | Anmerkung   |
| -- | ---------------- | ---------- | -------------- | -------------- | ----------- |
| 1  | ORF.at Network   | 68.154.451 | 401.750.992    | 9.034.760      | Dachangebot |
| 2  | derstandard.at   | 21.819.201 | 99.772.818     | 4.568.012      |             |
| 3  | krone.at         | 16.644.195 | 85.085.939     | 3.176.690      |             |
| 4  | oe24-Netzwerk    | 14.860.662 | 96.918.305     | 4.780.573      | Dachangebot |
| 5  | diepresse.com    | 7.822.228  | 35.369.417     | 2.445.610      |             |
| 6  | kleinezeitung.at | 7.292.870  | 38.192.283     | 1.855.340      |             |
| 7  | kurier.at        | 6.554.347  | 40.756.258     | 2.305.118      |             |
| 8  | tt.com           | 4.431.366  | 16.749.898     | 1.198.172      |             |
| 9  | news.at          | 4.021.948  | 61.831.914     | 1.080.104      |             |
| 10 | heute.at         | 3.335.967  | 11.218.643     | 1.689.047      |             |

In unterschiedlichem Umfang werden von diesen Anbietern Meldungen der Austria Presse Agentur (APA), die ihrerseits selbst das „OTS-Portal für multimediale Presseaussendungen“ bietet, und internationaler Nachrichten- und Presseagenturen übernommen und zusätzlich eigene redaktionelle Inhalte tagesaktuell zugänglich gemacht. Ergänzt wird das Angebot in der Regel durch erweiterte Informationsdienste wie regionale Nachrichten, Veranstaltungskalender, zeitlich und thematisch fokussierte Schwerpunkte oder Wetterberichte. Medienspezifische Inhalte sind weiters live-Umfragen, Informationsgrafiken in animierter Form oder die Möglichkeit für Benutzer Artikel über Formulare zu kommentieren („virtuelle Leserbriefe“), die im Anschluss an den Artikel angezeigt werden.
Auch Zeitschriften wie das Nachrichtenmagazin Profil und die Wiener Stadtzeitung Falter bieten speziell für das Internet aufbereitet bzw. erweiterte Inhalte, wobei der Falter über keine eigenständige Online-Redaktion verfügt, sondern die jeweiligen Spitzenartikel werden aus den einzelnen Ressorts der aktuellen Printausgaben übernommen.
Neben den Online-Angeboten der Unternehmen aus Rundfunk und Presse gibt es auch eine Reihe ausschließlich im Internet verfügbarer Medien. Dazu zählen beispielsweise  die Kulturzeitschrift Evolver, sowie das Satire-Projekt Die Tagespresse.
Außer Onlinemedien, die meist tagesaktuelle Nachrichten bieten, bestehen auch eine Reihe von Webportalen.

### Allgemein
- Kaltenbrunner, Andy/Karmasin, Matthias/Kraus, Daniela/Zimmermann, Astrid: Der Journalisten-Report. Österreichs Medien und ihre Macher Facultas: Wien 2007. ISBN 9783708901060
- Steinmaurer, Thomas: Konzentriert und verflochten. Österreichs Mediensystem im Überblick. Studien-Verlag: Wien 2002. ISBN 3706517558
- Thurnher, Armin: Schwarze Zwerge. Österreichs Medienlandschaft und ihre Bewohner. Sonderzahl, Wien, 1992, ISBN 3-85449-042-9
- Weber, Stefan: So arbeiten Österreichs Journalisten für Zeitungen und Zeitschriften. Salzburg: Schriftenreihe Journalistik des Kuratoriums für Journalistenausbildung (Hg. Meinrad Rahofer), Band 18, 2006
- Fidler, Harald: Im Vorhof der Schlacht. Österreichs alte Medienmonopole und neue Zeitungskriege. Falter-Verlag: Wien 2004. ISBN 3854393415
- Weber, Stefan: Nachrichtenkonstruktion im Boulevardmedium. Die Wirklichkeit der 'Kronen Zeitung'. Passagen-Verlag: Wien 1995. ISBN 3851651634

### Medien und Politik in Österreich
- Österreichische Zeitschrift für Politikwissenschaft (ÖZP), 35. Jg. Heft 4/2006: Schwerpunkt-Thema Medien und Politik (Hrsg. von Kaltenbrunner, Andy; mit Beiträgen von Seethaler, Josef/Melischek, Gabriele: Pressekonzentration in Österreich; Lengauer, Günther: ORF-Nachrichtenanalyse, Karmasin, Matthias: Medialisierung der Medienpolitik, Beyrl, Maria/Perlot, Floh: Politische Kommunikation in Österreich)
- Filzmaier, Peter / Plaikner, Peter / Duffek, Karl (Hrsg.): Mediendemokratie Österreich. Böhlau: Wien/Köln/Weimar 2007, ISBN 978-3-205-77-598-0
- Filzmaier, Peter / Karmasin, Matthias / Klepp, Cornelia (Hrsg.): Politik und Medien – Medien und Politik. Facultas: Wien 2006. ISBN 978-3-85114-951-7
- Kaltenbrunner, Andy: "Medienpolitik", in: Talos, Emmerich: Schwarz-Blau, eine Bilanz des Neu-Regierens, LIT-Verlag: Wien 2006, S. 117–137, ISBN 3-7000-0516-4
- Schwerpunkt Medienpolitik (mit Beiträgen zur Radiomarkt-Deregulierung, Konvergenztrends im Mediensystem und der Mediatisierung des politischen Systems), in: Österreichische Zeitschrift für Politikwissenschaft (ÖZP), 27. Jahrgang, Heft 2/1998
- Fabris, Hans Heinz / Renger, Rudi / Rest, Franz: Bericht zur Lage des Journalismus in Österreich. Herausgegeben vom Institut für Kommunikationswissenschaft, 1996 bis 2003. (alle Berichte online: )

### Radio und TV
- Reichel, Werner / Kovicka, Michael / Streit, Georg: Privatradio in Österreich – eine schwere Geburt. Piraten, Pleiten, Profis. München: Fischer 2006, ISBN 3889273904
- Treiber, Alfred: Ö1 gehört gehört. Die kommentierte Erfolgsgeschichte eines Radiosenders. Böhlau: Wien / Köln / Weimar 2007. ISBN 978-3-205-77495-2
- Wolf, Franz Ferdinand: 25 Jahre ORF. 1975–2000., Residenz, Salzburg 2001. ISBN 3-7017-1300-6
- Tozzer, Kurt / Majnaric, Martin: Achtung Sendung. 50 Jahre Fernsehen in Österreich. Ueberreuter: Wien 2005. ISBN 3800070901

### Mediengeschichte Österreichs
- Andics, Helmut / Ergert, Viktor / Kriechbaumer, Robert: Die Geschichte des Österreichischen Rundfunks. (4 Bde.), Hg. vom Österreichischen Rundfunk, Ueberreuter-Verlag 1999.
- Muzik, Peter: Die Zeitungsmacher. Österreichs Presse: Macht, Meinung und Milliarden. Wien 1984. ISBN 3-7015-0022-3
- Dörfler, Edith / Pensold, Wolfgang: Die Macht der Nachricht. Die Geschichte der Nachrichtenagenturen in Österreich. Molden-Verlag: Wien 2001. ISBN 3-85485-065-4
- Hüffel, Clemens / Reiter, Anton (Hrsg.): Medienpioniere erzählen … 50 Jahre österreichische Mediengeschichte – von den alten zu den neuen Medien. Braumüller: Wien 2004. ISBN 978-3-7003-1480-6
- Ernst Viktor Zenker: Geschichte der Wiener Journalistik: von den Anfängen bis zum Jahre 1848, Wilhelm Braumüller, Wien und Leipzig, 1892 (Online in der Google-Buchsuche-USA)